# Gouvernement Jospin
Ve République
Gouvernement Alain Juppé II Gouvernement Jean-Pierre Raffarin I
Le gouvernement Jospin est le gouvernement de la République française du 2 juin 1997 au 6 mai 2002, durant la XIe législature de la Cinquième République. 27e gouvernement du régime, il en est à ce jour le plus long.
Troisième gouvernement du premier mandat du président de la République Jacques Chirac, ce gouvernement de coalition est dirigé par le Premier ministre socialiste Lionel Jospin dans le cadre de la « troisième cohabitation ». Cette cohabitation politique fait suite à la victoire de la coalition politique dite de « gauche plurielle » aux élections législatives anticipées de 1997 après la dissolution de l'Assemblée nationale par le président.

## Cohabitation
Le gouvernement Lionel Jospin est un gouvernement de coalition soutenu par une coalition politique rassemblant l'ensemble des forces de la gauche parlementaire, formée entre le Parti socialiste (PS), le Parti communiste français (PCF), le Parti radical de gauche (PRG), Les Verts et le Mouvement des citoyens (MDC), qui dispose de 319 députés sur 577, soit 54 % des sièges de l'Assemblée nationale.

## Composition

### Du 4 juin 1997 au 27 mars 2000
Le Premier ministre est nommé le 2 juin 1997 et les membres du gouvernement le 4 juin 1997.

#### Composition initiale

##### Premier ministre
| Portrait | Fonction         | Nom | Nom           | Parti |
| -------- | ---------------- | --- | ------------- | ----- |
|          | Premier ministre |     | Lionel Jospin | PS    |

##### Ministres
| Portrait                | Fonction                                                                                           | Nom | Nom                                               | Parti     |
| ----------------------- | -------------------------------------------------------------------------------------------------- | --- | ------------------------------------------------- | --------- |
| Martine Aubry           | Ministre de l'Emploi et de la Solidarité                                                           |     | Martine Aubry                                     | PS        |
| Élisabeth Guigou        | Garde des Sceaux, ministre de la Justice                                                           |     | Élisabeth Guigou                                  | PS        |
| Claude Allègre          | Ministre de l'Éducation nationale, de la Recherche et de la Technologie                            |     | Claude Allègre                                    | PS        |
| Jean-Pierre Chevènement | Ministre de l'Intérieur                                                                            |     | Jean-Pierre Chevènement                           | MDC       |
| Hubert Védrine          | Ministre des Affaires étrangères                                                                   |     | Hubert Védrine                                    | PS        |
| Dominique Strauss-Kahn  | Ministre de l'Économie, des Finances et de l'Industrie                                             |     | Dominique Strauss-Kahn (jusqu'au 2 novembre 1999) | PS        |
| Christian Sautter       | Ministre de l'Économie, des Finances et de l'Industrie                                             |     | Christian Sautter                                 | PS        |
| Alain Richard           | Ministre de la Défense                                                                             |     | Alain Richard                                     | PS        |
| Jean-Claude Gayssot     | Ministre de l'Équipement, des Transports et du Logement                                            |     | Jean-Claude Gayssot                               | PCF       |
| Catherine Trautmann     | Ministre de la Culture et de la Communication Porte-parole du Gouvernement (jusqu'au 30 mars 1998) |     | Catherine Trautmann                               | PS        |
| Louis Le Pensec         | Ministre de l'Agriculture et de la Pêche                                                           |     | Louis Le Pensec (jusqu'au 20 octobre 1998)        | PS        |
| Jean Glavany            | Ministre de l'Agriculture et de la Pêche                                                           |     | Jean Glavany                                      | PS        |
| Dominique Voynet        | Ministre de l'Aménagement du territoire et de l'Environnement                                      |     | Dominique Voynet                                  | Les Verts |
| Daniel Vaillant         | Ministre des Relations avec le Parlement                                                           |     | Daniel Vaillant                                   | PS        |
| Émile Zuccarelli        | Ministre de la Fonction publique, de la Réforme de l'État et de la Décentralisation                |     | Émile Zuccarelli                                  | PRG       |
| Marie-George Buffet     | Ministre de la Jeunesse et des Sports                                                              |     | Marie-George Buffet                               | PCF       |

##### Ministres délégués
| Portrait         | Fonction                                                                             | Ministre de rattachement                                                | Nom | Nom              | Parti |
| ---------------- | ------------------------------------------------------------------------------------ | ----------------------------------------------------------------------- | --- | ---------------- | ----- |
| Pierre Moscovici | Ministre délégué chargé des Affaires européennes                                     | Ministre des Affaires étrangères                                        |     | Pierre Moscovici | PS    |
| Ségolène Royal   | Ministre délégué chargé de l'Enseignement scolaire                                   | Ministre de l'Éducation nationale, de la Recherche et de la Technologie |     | Ségolène Royal   | PS    |
| Charles Josselin | Ministre délégué à la Coopération et à la Francophonie (à partir du 13 février 1998) | Ministre des Affaires étrangères                                        |     | Charles Josselin | PS    |
| Claude Bartolone | Ministre délégué à la Ville (à partir du 30 mars 1998)                               | Ministre de l'Emploi et de la Solidarité                                |     | Claude Bartolone | PS    |

##### Secrétaires d'État
| Portrait             | Fonction | Ministre de rattachement                                | Nom | Nom                                            | Parti |
| -------------------- | --- | ------------------------------------------------------- | --- | ---------------------------------------------- | ----- |
| Jean-Jack Queyranne  | Secrétaire d'État à l'Outre-mer | Ministre de l'Intérieur                                 |     | Jean-Jack Queyranne                            | PS    |
| Bernard Kouchner     | Secrétaire d'État à la Santé (jusqu'au 17 novembre 1998) Secrétaire d'État à la Santé et à l'Action sociale                                                      | Ministre de l'Emploi et de la Solidarité                |     | Bernard Kouchner (jusqu'au 7 juillet 1999)     | PRG   |
| Dominique Gillot     | Secrétaire d'État à la Santé (jusqu'au 17 novembre 1998) Secrétaire d'État à la Santé et à l'Action sociale                                                      | Ministre de l'Emploi et de la Solidarité                |     | Dominique Gillot (à partir du 28 juillet 1999) | PS    |
| Charles Josselin     | Secrétaire d'État à la Coopération (jusqu'au 22 novembre 1997) Secrétaire d'État à la Coopération et à la Francophonie (jusqu'au 13 février 1998)                | Ministre des Affaires étrangères                        |     | Charles Josselin                               | PS    |
| Louis Besson         | Secrétaire d'État au Logement | Ministre de l'Équipement, des Transports et du Logement |     | Louis Besson                                   | PS    |
| Jacques Dondoux      | Secrétaire d'État au Commerce extérieur | Ministre de l'Économie, des Finances et de l'Industrie  |     | Jacques Dondoux (jusqu'au 28 juillet 1999)     | PRG   |
| François Huwart      | Secrétaire d'État au Commerce extérieur | Ministre de l'Économie, des Finances et de l'Industrie  |     | François Huwart                                | PRG   |
| Christian Sautter    | Secrétaire d'État au Budget | Ministre de l'Économie, des Finances et de l'Industrie  |     | Christian Sautter (jusqu'au 2 novembre 1999)   | PS    |
| Florence Parly       | Secrétaire d'État au Budget | Ministre de l'Économie, des Finances et de l'Industrie  |     | Florence Parly (à partir du 3 janvier 2000)    | PS    |
| Marylise Lebranchu   | Secrétaire d'État aux Petites et moyennes entreprises, au Commerce et à l'Artisanat                                                                              | Ministre de l'Économie, des Finances et de l'Industrie  |     | Marylise Lebranchu                             | PS    |
| Christian Pierret    | Secrétaire d'État à l'Industrie | Ministre de l'Économie, des Finances et de l'Industrie  |     | Christian Pierret                              | PS    |
| Jean-Pierre Masseret | Secrétaire d'État aux Anciens combattants (jusqu'au 23 mars 1999) Secrétaire d'État à la Défense chargé des Anciens combattants                                  | Ministre de la Défense                                  |     | Jean-Pierre Masseret                           | PS    |
| Michelle Demessine   | Secrétaire d'État au Tourisme | Ministre de l'Équipement, des Transports et du Logement |     | Michelle Demessine                             | PCF   |
| Nicole Péry          | Secrétaire d'État à la Formation professionnelle (du 30 mars 1998 au 17 novembre 1998) Secrétaire d'État aux Droits des femmes et à la Formation professionnelle | Ministre de l'Emploi et de la Solidarité                |     | Nicole Péry                                    | PS    |

#### Remaniements et ajustements

##### Ajustement du 22 novembre 1997
Charles Josselin, secrétaire d'État à la Coopération, devient secrétaire d'État à la Coopération et à la Francophonie.

##### Ajustement du 13 février 1998
Charles Josselin, secrétaire d'État à la Coopération et à la Francophonie, devient ministre délégué à la Coopération et à la Francophonie.

##### Remaniement 30 mars 1998
À cette occasion deux nouvelles fonctions sont créées :
- La fonction de ministre délégué à la Ville est créée et est confiée à Claude Bartolone ;
- Nicole Péry est nommée secrétaire d'État à la formation professionnelle ;
- Catherine Trautmann n'assure plus les fonctions de porte-parole du gouvernement.

##### Remaniement du 20 octobre 1998
Louis Le Pensec est élu sénateur et choisit de démissionner de son poste de ministre. Il est remplacé par Jean Glavany.

##### Ajustements du 17 novembre 1998
Deux fonctions sont modifiées :
- Bernard Kouchner, secrétaire d'État à la Santé, est nommé secrétaire d'État à la Santé et à l'Action sociale ;
- Nicole Péry, secrétaire d'État à la Formation professionnelle devient secrétaire d'État aux Droits des femmes et à la Formation professionnelle.

##### Ajustement du 23 mars 1999
Jean-Pierre Masseret, secrétaire d'État aux Anciens Combattants, devient le 23 mars 1999, secrétaire d'État à la Défense chargé des Anciens Combattants.

##### Ajustement du 7 juillet 1999
Le 2 juillet 1999, Kofi Annan, secrétaire général des Nations unies, annonce la nomination de Bernard Kouchner comme haut-représentant du Secrétariat général des Nations unies au Kosovo. Bernard Kouchner démissionne de ce fait du gouvernement.

##### Remaniement du 28 juillet 1999
Deux nominations :
- Dominique Gillot est nommée secrétaire d'État à la santé et à l'action sociale en remplacement de Bernard Kouchner ;
- François Huwart est nommé secrétaire d'État au commerce extérieur, en remplacement de M. Jacques Dondoux

##### Ajustement du 2 novembre 1999
En 1999, Dominique Strauss-Kahn est mis en cause dans plusieurs affaires. Pour se défendre sans affaiblir le gouvernement Jospin, il démissionne de son poste ministériel le 2 novembre 1999. Il est remplacé par Christian Sautter.

##### Ajustement du 3 janvier 2000
Laissées vacantes depuis la nomination de Christian Sautter au ministère de l'Économie, des Finances et de l'Industrie, les fonctions de secrétaire d'État au Budget sont pourvues par la nomination de Florence Parly.

### Du 27 mars 2000 au 6 mai 2002
À la suite du remaniement du 27 mars 2000, l'ordre protocolaire est modifié,.

#### Composition remaniée

##### Premier ministre
| Portrait | Fonction         | Nom | Nom           | Parti |
| -------- | ---------------- | --- | ------------- | ----- |
|          | Premier ministre |     | Lionel Jospin | PS    |

##### Ministres
| Portrait                    | Fonction                                                      | Nom | Nom                                             | Parti     |
| --------------------------- | ------------------------------------------------------------- | --- | ----------------------------------------------- | --------- |
|                             | Ministre de l'Économie, des Finances et de l'Industrie        |     | Laurent Fabius                                  | PS        |
| Martine Aubry               | Ministre de l'Emploi et de la Solidarité                      |     | Martine Aubry (jusqu'au 18 octobre 2000)        | PS        |
| Élisabeth Guigou            | Ministre de l'Emploi et de la Solidarité                      |     | Élisabeth Guigou                                | PS        |
| Élisabeth Guigou            | Garde des Sceaux, ministre de la Justice                      |     | Élisabeth Guigou (jusqu'au 18 octobre 2000)     | PS        |
| Marylise Lebranchu          | Garde des Sceaux, ministre de la Justice                      |     | Marylise Lebranchu                              | PS        |
| Jean-Pierre Chevènement     | Ministre de l'Intérieur                                       |     | Jean-Pierre Chevènement (jusqu'au 29 août 2000) | MDC       |
| Daniel Vaillant             | Ministre de l'Intérieur                                       |     | Daniel Vaillant                                 | PS        |
| Jack Lang                   | Ministre de l'Éducation nationale                             |     | Jack Lang                                       | PS        |
| Hubert Védrine              | Ministre des Affaires étrangères                              |     | Hubert Védrine                                  | PS        |
| Alain Richard               | Ministre de la Défense                                        |     | Alain Richard                                   | PS        |
| Jean-Claude Gayssot         | Ministre de l'Équipement, des Transports et du Logement       |     | Jean-Claude Gayssot                             | PCF       |
| Catherine Tasca             | Ministre de la Culture et de la Communication                 |     | Catherine Tasca                                 | PS        |
| Jean Glavany                | Ministre de l'Agriculture et de la Pêche                      |     | Jean Glavany (jusqu'au 25 février 2002)         | PS        |
| François Patriat            | Ministre de l'Agriculture et de la Pêche                      |     | François Patriat                                | PS        |
| Dominique Voynet            | Ministre de l'Aménagement du territoire et de l'Environnement |     | Dominique Voynet (jusqu'au 10 juillet 2001)     | Les Verts |
| Yves Cochet                 | Ministre de l'Aménagement du territoire et de l'Environnement |     | Yves Cochet                                     | Les Verts |
| Daniel Vaillant             | Ministre des Relations avec le Parlement                      |     | Daniel Vaillant (jusqu'au 29 août 2000)         | PS        |
| Jean-Jack Queyranne         | Ministre des Relations avec le Parlement                      |     | Jean-Jack Queyranne                             | PS        |
| Michel Sapin                | Ministre de la Fonction publique et de la Réforme de l'État   |     | Michel Sapin                                    | PS        |
| Marie-George Buffet         | Ministre de la Jeunesse et des Sports                         |     | Marie-George Buffet                             | PCF       |
| Roger-Gérard Schwartzenberg | Ministre de la Recherche                                      |     | Roger-Gérard Schwartzenberg                     | PRG       |

##### Ministres délégués
| Portrait           | Fonction | Ministre de rattachement                 | Nom | Nom                | Parti |
| ------------------ | --- | ---------------------------------------- | --- | ------------------ | ----- |
| Pierre Moscovici   | Ministre délégué chargé des Affaires européennes                                                                                               | Ministre des Affaires étrangères         |     | Pierre Moscovici   | PS    |
| Ségolène Royal     | Ministre déléguée à la Famille et à l'Enfance (jusqu'au 27 mars 2001) Ministre déléguée à la Famille, à l'Enfance et aux Personnes handicapées | Ministre de l'Emploi et de la Solidarité |     | Ségolène Royal     | PS    |
| Charles Josselin   | Ministre délégué à la Coopération et à la Francophonie                                                                                         | Ministre des Affaires étrangères         |     | Charles Josselin   | PS    |
| Claude Bartolone   | Ministre délégué à la Ville | Ministre de l'Emploi et de la Solidarité |     | Claude Bartolone   | PS    |
| Jean-Luc Mélenchon | Ministre délégué à l'Enseignement professionnel                                                                                                | Ministre de l'Éducation nationale        |     | Jean-Luc Mélenchon | PS    |
| Bernard Kouchner   | Ministre délégué à la Santé (à partir du 6 février 2001)                                                                                       | Ministre de l'Emploi et de la Solidarité |     | Bernard Kouchner   | PS    |

##### Secrétaires d'État
| Portrait                    | Fonction | Ministre de rattachement                                | Nom | Nom                                              | Parti     |
| --------------------------- | --- | ------------------------------------------------------- | --- | ------------------------------------------------ | --------- |
| Jean-Jack Queyranne         | Secrétaire d'État à l'Outre-mer | Ministre de l'Intérieur                                 |     | Jean-Jack Queyranne (jusqu'au 29 août 2000)      | PS        |
| Christian Paul              | Secrétaire d'État à l'Outre-mer | Ministre de l'Intérieur                                 |     | Christian Paul                                   | PS        |
| Dominique Gillot            | Secrétaire d'État à la Santé et aux Handicapés (jusqu'au 6 février 2001) Secrétaire d'État aux Personnes âgées et aux Personnes handicapées (jusqu'au 27 mars 2001),             | Ministre de l'Emploi et de la Solidarité                |     | Dominique Gillot (jusqu'au 27 mars 2001)         | PS        |
| Paulette Guinchard-Kunstler | Secrétaire d'État aux Personnes âgées (à partir du 27 mars 2001) | Ministre de l'Emploi et de la Solidarité                |     | Paulette Guinchard-Kunstler                      | PS        |
| Louis Besson                | Secrétaire d'État au Logement | Ministre de l'Équipement, des Transports et du Logement |     | Louis Besson (jusqu'au 27 mars 2001)             | PS        |
| Marie-Noëlle Lienemann      | Secrétaire d'État au Logement | Ministre de l'Équipement, des Transports et du Logement |     | Marie-Noëlle Lienemann                           | PS        |
| François Huwart             | Secrétaire d'État au Commerce extérieur | Ministre de l'Économie, des Finances et de l'Industrie  |     | François Huwart                                  | PRG       |
| Florence Parly              | Secrétaire d'État au Budget | Ministre de l'Économie, des Finances et de l'Industrie  |     | Florence Parly                                   | PS        |
| Marylise Lebranchu          | Secrétaire d'État aux Petites et moyennes entreprises, au Commerce, à l'Artisanat et à la Consommation                                                                           | Ministre de l'Économie, des Finances et de l'Industrie  |     | Marylise Lebranchu (jusqu'au 18 octobre 2000)    | PS        |
| François Patriat            | Secrétaire d'État aux Petites et moyennes entreprises, au Commerce, à l'Artisanat et à la Consommation                                                                           | Ministre de l'Économie, des Finances et de l'Industrie  |     | François Patriat (jusqu'au 25 février 2002)      | PS        |
| Christian Pierret           | Secrétaire d'État à l'Industrie (jusqu'au 25 février 2002) Secrétaire d'État à l'Industrie, aux Petites et moyennes entreprises, au Commerce, à l'Artisanat et à la Consommation | Ministre de l'Économie, des Finances et de l'Industrie  |     | Christian Pierret                                | PS        |
| Jean-Pierre Masseret        | Secrétaire d'État à la Défense chargé des Anciens combattants | Ministre de la Défense                                  |     | Jean-Pierre Masseret (jusqu'au 3 septembre 2001) | PS        |
| Jacques Floch               | Secrétaire d'État à la Défense chargé des Anciens combattants | Ministre de la Défense                                  |     | Jacques Floch                                    | PS        |
| Michelle Demessine          | Secrétaire d'État au Tourisme | Ministre de l'Équipement, des Transports et du Logement |     | Michelle Demessine (jusqu'au 23 octobre 2001)    | PCF       |
| Jacques Brunhes             | Secrétaire d'État au Tourisme | Ministre de l'Équipement, des Transports et du Logement |     | Jacques Brunhes                                  | PCF       |
| Nicole Péry                 | Secrétaire d'État aux Droits des femmes et à la Formation professionnelle | Ministre de l'Emploi et de la Solidarité                |     | Nicole Péry                                      | PS        |
| Michel Duffour              | Secrétaire d'État au Patrimoine et à la Décentralisation culturelle | Ministre de la Culture et de la Communication           |     | Michel Duffour                                   | PCF       |
| Guy Hascoët                 | Secrétaire d'État à l'Économie solidaire | Ministre de l'Emploi et de la Solidarité                |     | Guy Hascoët                                      | Les Verts |

#### Remaniements

##### Remaniement du 29 août 2000
En désaccord avec le plan de Lionel Jospin sur l'avenir de la Corse, Jean-Pierre Chevènement démissionne le 29 août 2000, protestant contre ce qu'il appelle les « accords de Matignon » (en référence aux accords de 1988 entre indépendantistes kanaks et loyalistes), qui reconnaissent les mouvements nationalistes corses sans attendre que ceux-ci aient préalablement renoncé à l'utilisation de la violence.
Cette démission a plusieurs conséquences :
- Daniel Vaillant remplace Jean-Pierre Chevènement comme ministre de l'Intérieur ;
- Jean-Jack Queyranne remplace Daniel Vaillant comme ministre des relations avec le Parlement ;
- Christian Paul remplace Jean-Jack Queyranne comme secrétaire d'État à l'Outre-mer.

##### Remaniement du 18 octobre 2000
Le 18 octobre 2000, Martine Aubry démissionne de ses fonctions ministérielles pour se consacrer aux élections municipales à Lille.
Cette démission a plusieurs conséquences :
- Élisabeth Guigou remplace Martine Aubry comme ministre de l'Emploi et de la Solidarité ;
- Marylise Lebranchu remplace Élisabeth Guigou comme ministre de la Justice ;
- François Patriat remplace Marylise Lebranchu comme secrétaire d'État aux Petites et Moyennes Entreprises, au Commerce et à l'Artisanat.

##### Remaniement du 6 février 2001
Bernard Kouchner, ancien secrétaire d'État à la Santé, ayant terminé sa mission d'administrateur de l'ONU au Kosovo, revient au gouvernement comme ministre délégué à la Santé,.
De ce fait, Dominique Gillot est nommée secrétaire d'État aux Personnes âgées et aux Personnes handicapées.

##### Remaniement du 27 mars 2001
Dominique Gillot et Louis Besson démissionnent de leurs fonctions ministérielles pour se consacrer à leur ville, respectivement Éragny et Chambéry, suivant en cela la demande de Lionel Jospin.
Cette démission a plusieurs conséquences :
- Ségolène Royal est nommée ministre déléguée à la Famille, à l'Enfance et aux Personnes handicapées ;
- Marie-Noëlle Lienemann est nommée secrétaire d'État au Logement ;
- Paulette Guinchard-Kunstler est nommée secrétaire d'État aux Personnes âgées.

##### Remaniement du 10 juillet 2001
Le 10 juillet 2001, Dominique Voynet démissionne de ses fonctions ministérielles. Elle est remplacée par Yves Cochet comme ministre de l'Aménagement du territoire et de l'Environnement.

##### Remaniement du 3 septembre 2001
Jean-Pierre Masseret démissionne de ses fonctions ministérielles pour se présenter aux élections sénatoriales.
Il est remplacé par Jacques Floch comme secrétaire d'État à la défense chargé des Anciens Combattants.

##### Remaniement du 23 octobre 2001
Michelle Demessine démissionne de ses fonctions ministérielles après avoir été élue au Sénat.
Elle est remplacée par Jacques Brunhes comme secrétaire d'État au Tourisme.

##### Remaniement du 25 février 2002
Le 25 février 2002, Jean Glavany démissionne de ses fonctions ministérielles pour devenir directeur de campagne de Lionel Jospin.
Cette démission a plusieurs conséquences :
- François Patriat remplace Jean Glavany comme ministre de l'Agriculture et de la Pêche ;
- Christian Pierret est nommé ministre délégué à l'Industrie, aux Petites et Moyennes Entreprises, au Commerce, à l'Artisanat et à la Consommation.

### Répartition partisane
| Parti                      | Parti                      | Premier ministre | Ministres | Ministres délégués | Secrétaires d'État | Total |  |
| -------------------------- | -------------------------- | ---------------- | --------- | ------------------ | ------------------ | ----- |  |
| Répartition le 4 juin 1997 | Répartition le 4 juin 1997 | 1                | 15        | 2                  | 11                 | 29    |  |
|                            | Parti socialiste           | 1                | 10        | 2                  | 8                  | 21    |  |
|                            | Parti communiste français  |                  | 2         |                    | 1                  | 3     |  |
|                            | Parti radical-socialiste   | 1                |           | 2                  | 3                  |       |  |
|                            | Mouvement des citoyens     | 1                |           |                    | 1                  |       |  |
|                            | Les Verts                  | 1                |           |                    | 1                  |       |  |
|                            |                            |                  |           |                    |                    |       |  |
| Répartition le 6 mai 2002  | Répartition le 6 mai 2002  | 1                | 15        | 6                  | 11                 | 33    |  |
|                            | Parti socialiste           | 1                | 11        | 6                  | 7                  | 25    |  |
|                            | Parti communiste français  |                  | 2         |                    | 2                  | 4     |  |
|                            | Parti radical de gauche    | 1                |           | 1                  | 2                  |       |  |
|                            | Les Verts                  | 1                |           | 1                  | 2                  |       |  |

## Actions

### 1997
- 2 juin : Début du gouvernement Lionel Jospin, Premier ministre
- Lois instaurant les emplois-jeunes.
- Ouverture du capital de France Télécom, 42 milliards de FF. Mise en bourse de 21 % du capital en octobre 1997 (puis 13 % en novembre 1998)[32].

### 1998
- 16 janvier 1998 : le programme d'action gouvernemental pour la société de l'information (PAGSI), visant à la généralisation des sites Internet publics, ainsi que la « mise en ligne » des formulaires administratifs[33].
- 16 mars 1998 : loi n°98-170 relative à la nationalité dite loi Guigou, qui rétablit le droit du sol auquel la loi Pasqua de 1993 avait effectivement mis fin, et crée le titre d'identité républicain permettant aux mineurs nés en France de parents étrangers de circuler librement dans l'espace Schengen[34].
- 11 mai 1998 : loi Chevènement (ou loi Reseda) relative à l'entrée et au séjour des étrangers en France et au droit d'asile[35].
- 13 juin 1998 : loi Aubry visant à informer le patronat du passage aux 35 heures[36].
- 17 juin 1998 : loi instaurant notamment le suivi socio-judiciaire[37].
- 29 juillet 1998 : loi relative à la lutte contre les exclusions[38]. Donne entre autres le droit d'ouvrir un compte bancaire aux plus démunis, dont les étrangers en situation précaire, notamment les sans-papiers[39].
- Privatisation du groupe d'assurances Gan et ouverture du capital de Thomson Multimédia, qui se poursuit en 2000. Privatisation du Crédit industriel et commercial (CIC), racheté par le Crédit mutuel à 68 %, et du CNP Assurances.[réf. souhaitée]
- 5 novembre 1998 : Jospin inaugure sur le plateau de Californie à Craonne (près de Corbeny dans l'Aisne, entre Laon et Reims) la sculpture de Haïm Kern, commémorant l'armistice de 1918. Il réhabilite à cette occasion les mutins de la Première guerre mondiale, « fusillés pour l’exemple », « épuisés par des attaques condamnées à l’avance, glissant dans une boue trempée de sang, plongés dans un désespoir sans fond », et qui « refusèrent d’être des sacrifiés ».[réf. nécessaire]

### 1999
- 3 mars 1999 : ratification du Traité d'Amsterdam (à propos de l'Europe) par l'Assemblée nationale.
- 12 mars 1999 : décret privatisant après recapitalisation le Crédit lyonnais.
- 25 juin 1999 : loi Voynet (loi d’orientation pour l’aménagement et le développement durable du territoire)[40].
- 12 juillet 1999 : loi Chevènement relative à la coopération intercommunale[41].
- 12 juillet 1999 : loi Allègre sur l'innovation et la recherche[42]. Le ministre Claude Allègre commence aussi la mise en place de la réforme LMD, en conformité avec le processus de Bologne décidé par l'Europe.
- 27 juillet 1999 : loi instituant la Couverture maladie universelle (CMU).
- 15 novembre 1999 : loi instituant le Pacte civil de solidarité (PACS).
- Ouverture du capital d'Air France et privatisation du groupe industriel Eramet.

### 2000
- RTT : loi instituant les 35 heures[43].
- Création de l'allocation de rentrée scolaire (ARS)[44].
- Suppression de la vignette automobile pour les particuliers.
- Baisse de la TVA de 20,6 à 19,6 %[45].
- Baisse de l'impôt sur le revenu[46].
- Loi du 13 mars 2000 portant adaptation du droit de la preuve aux technologies de l'information et relative à la signature électronique.
- 27 mars : premier remaniement d'importance (quatre ministères sur quatorze concernés et un totalement créé).
- Loi tendant à favoriser l'égal accès des femmes et des hommes aux mandats électoraux et fonctions électives (3 mai 2000)
- Loi instituant l'Aide médicale d'État (AME).
- Loi n°2000-494 du 6 juin 2000 portant création d'une Commission nationale de déontologie de la sécurité (CNDS) .
- 15 juin 2000 : loi Guigou sur la présomption d'innocence[47].
- Loi Besson sur les gens du voyage, du 5 juillet 2000.
- Référendum sur le quinquennat présidentiel (24 septembre 2000).
- 13 décembre 2000 : loi relative à la solidarité et au renouvellement urbains (SRU)[48] imposant un quota de 20 % de logements sociaux par commune.
- Ouverture du capital d'Aérospatiale (qui devient EADS)[49].

### 2001
- 4 janvier 2001 : loi Hue instaurant un contrôle sur les fonds publics accordés aux entreprises[50].
- Loi relative aux nouvelles régulations économiques du 15 mai 2001, qui requiert notamment que les entreprises prennent en compte les émissions de gaz à effet de serre dans leurs bilans annuels.
- Loi Taubira du 21 mai 2001 sur la reconnaissance de la traite négrière et de l'esclavage comme crime contre l'humanité.
- Juin : signature du protocole de Londres sur la non-traduction des brevets.
- Loi organique relative aux lois de finances (LOLF), qui détermine le cadre juridique des lois de finance règlementant le budget de l'État, votée le 1er août 2001.
- Loi sur la sécurité quotidienne du 15 novembre 2001.
- Achèvement du Processus de Matignon au sujet de la Corse (loi votée le 4 décembre 2001). Un désaccord avec le plan de Lionel Jospin sur l'avenir de la Corse, entraîne la démission du ministre de l'Intérieur (et dirigeant du MDC) Jean-Pierre Chevènement l'année précédente ; Daniel Vaillant lui succède.
- Création du congé de paternité.
- Suppression des fonds spéciaux utilisés par l'Élysée.
- Création de la prime pour l'emploi.
- Création de la Commission nationale des aides publiques, chargée de surveiller l'attribution des subventions publiques versées aux entreprises. Celle-ci a été supprimée par un amendement voté nuitamment par la nouvelle majorité de droite en 2002[51].

### 2002
- Loi du 17 janvier 2002 de modernisation sociale[52].
- 27 février 2002 : loi Vaillant. Elle institue notamment les conseils de quartier[53].
- Généralisation à l'échelle nationale de la police de proximité[54].
- Loi instituant l'Allocation personnalisée d'autonomie pour les personnes âgées.
- Mars 2002 : mise en bourse de 49 % du capital d'ASF, recette : 1,8 milliard d'euros.
  - Loi du 4 mars 2002 relative aux droits des malades et à la qualité du système de santé
  - Fin mars 2002, alors que Hubert Védrine est encore ministre des Affaires étrangères, une délégation de diplomates, incluant des officiers de la DGSE et de la DST, se rend au Camp de Guantánamo pour y interroger, en toute illégalité, 6 Français arrêtés après le 11 septembre 2001 aux frontières afghano-pakistanaises[55].
- 4 avril 2002 : décret relatif à la protection générale des personnes contre les dangers des rayonnements ionisants[56] qui interdit notamment la présence de radionucléides [éléments qui émettent des rayonnements ionisants] dans les aliments, les biens de consommation et les matériaux de construction. Ces dispositions ont été annulées par l'arrêté du 5 mai 2009 fixant la composition du dossier et les modalités d'information des consommateurs prévues à l'article R. 1333-5 du code de la santé publique[57], promulgué par le gouvernement Fillon[58].
- 21 avril : premier tour de l'élection présidentielle, à l'issue duquel le Premier ministre Lionel Jospin arrive troisième  (16,2 %), derrière le candidat frontiste Jean-Marie Le Pen (16,9 %).
- 29 avril : arrêté du 29 avril 2002 instituant une dérogation générale pour la consultation de Fonds d’archives publiques concernant la Seconde Guerre mondiale.
- 6 mai : fin du gouvernement Jospin (démission du Premier ministre après le second tour de l'élection présidentielle).

## Élections locales
Sous le gouvernement Lionel Jospin, la gauche domine les élections cantonales de 1998 et de 2001, ainsi que les régionales de 1998 : il s'agit de la seule fois, depuis 1976, qu'une coalition politique assumant l’exécutif gouvernemental parvient à ne pas décrocher lors des scrutins intermédiaires des départementales comme des régionales. En revanche, la gauche est en échec lors des municipales de 2001.

## Démission
Le Gouvernement démissionne le 6 mai 2002, à la suite de l'élimination de Lionel Jospin de l'élection présidentielle de 2002 dès le premier tour de scrutin.

## Déclaration de politique générale
Le 19 juin 1997, le Premier ministre obtient la confiance de l'Assemblée nationale par 297 voix pour, 252 contre et 2 abstentions.
| Position   | Groupe | Groupe | Groupe | Groupe | Groupe | Non-inscrits | Total |
| Position   | COM    | SOC    | RCV    | UDF    | RPR    | Non-inscrits | Total |
| ---------- | ------ | ------ | ------ | ------ | ------ | ------------ | ----- |
| Position   |        |        |        |        |        | Non-inscrits | Total |
| POUR       | 33     | 235    | 29     | 0      | 0      | 0            | 297   |
| CONTRE     | 0      | 0      | 0      | 112    | 138    | 2            | 252   |
| ABSTENTION | 1      | 0      | 0      | 0      | 0      | 1            | 2     |
| NON-VOTANT | 2      | 15     | 4      | 1      | 2      | 2            | 26    |

### Note
1. ↑  François Fillon et Georges Pompidou sont restés plus longtemps Premiers ministres, mais ont dirigé plusieurs gouvernements.